# Kotrč
Kotrč (Sparassis) je rod chorošovitých hub keříčkovitého vzhledu, které žijí jako saproparazité na kořenech stromů. Na území České republiky jsou známé tři druhy: kotrč kadeřavý (Sparassis crispa), hojný druh parazitující na borovicích, kotrč Němcův (Sparassis nemecii), vzácný druh parazitující na jedlích a kotrč štěrbákový (Sparassis laminosa), vzácný druh parazitující na dubech.

## Druhy
Zdroj:
- Sparassis crispa (Wulfen) Fr.
- Sparassis brevipes Krombh.

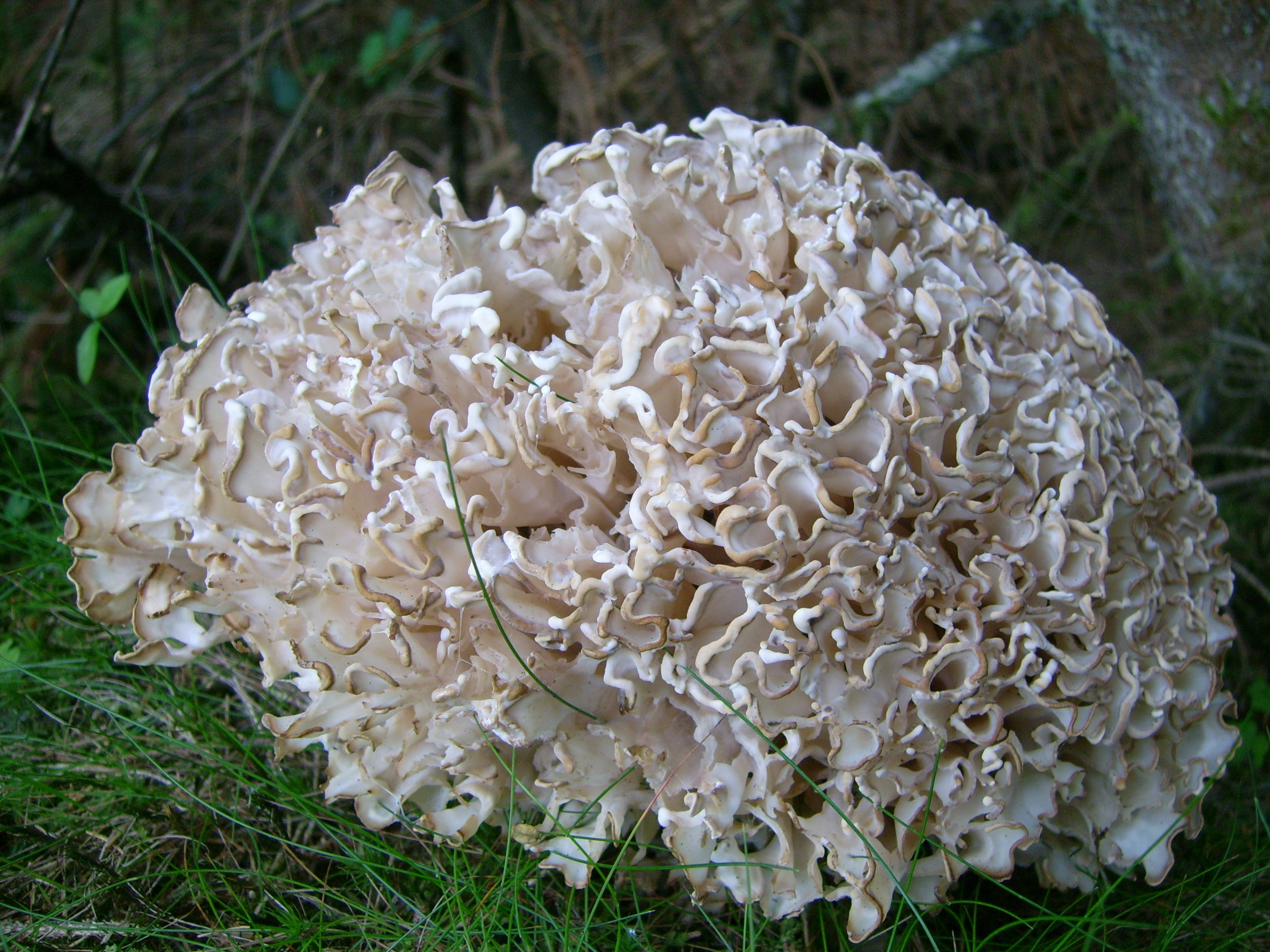
Sparassis brevipes

- Sparassis cystidiosa Desjardin et Zheng Wang[2]
- Sparassis latifolia Y.C. Dai et Zheng Wang[3]
- Sparassis miniensis Blanco-Dios et Z. Wang[4]
- Sparassis radicata Weir
- Sparassis spathulata (Schwein.) Fr.